# Karin Priester
Karin Priester, geborene Brachmann (* 29. Dezember 1941 in Gleiwitz; † 25. April 2020 in Münster), war eine deutsche Historikerin und Politikwissenschaftlerin.

## Leben und Werk
Karin Priester studierte Romanistik, Geschichte, Philosophie und Politikwissenschaft an den Universitäten in Köln, Aix-en-Provence, Berlin und Florenz. Sie wurde im Fach Geschichte promoviert und habilitierte sich in Politikwissenschaft an der Philipps-Universität Marburg mit einer Arbeit zur Staatstheorie des italienischen Marxismus. Nach Lehrstuhlvertretungen an der Justus-Liebig-Universität Gießen und der RWTH Aachen hatte sie ab 1980 eine Professur mit dem Schwerpunkt Politische Soziologie an der Westfälischen Wilhelms-Universität Münster inne. Im Februar 2007 wurde sie emeritiert. Danach setzte sich Priester vor allem mit den Themen Populismus und Rechtsextremismus auseinander, wobei ihre zahlreichen Veröffentlichungen insgesamt ein weites Interessenspektrum widerspiegeln und auch literaturwissenschaftliche und biografische Arbeiten umfassen. Karin Priester starb im April 2020 im Alter von 78 Jahren in Münster.

## Schriften (Auswahl)
- Der italienische Faschismus. Ökonomische und ideologische Grundlagen, Pahl-Rugenstein Verlag, Köln 1972.
- Studien zur Staatstheorie des italienischen Marxismus. Gramsci und Della Volpe. Campus-Verlag, Frankfurt am Main 1981 (zugl.: Univ. Habil.-Schr.).
- Hat der Eurokommunismus eine Zukunft? Perspektiven und Grenzen des Systemwandels in Westeuropa, Beck, München 1982.
- Rassismus und kulturelle Differenz. Lit, Münster 1997.
- Mythos Tod. Tod und Todeserleben in der modernen Literatur, Philo Verlag, Berlin 2001.
- Mary Shelley. Die Frau, die Frankenstein erfand. Eine Biografie, Langen Müller Verlag, München 2001.[4]
- Mary Wollstonecraft. Ein Leben für die Frauenrechte, Langen-Müller, München 2002.[5]
- Rassismus. Eine Sozialgeschichte, Reclam-Verlag, Leipzig 2003.
- Geschichte der Langobarden. Gesellschaft – Kultur – Alltagsleben, Konrad Theiss Verlag, Stuttgart 2004.
- Populismus. Historische und aktuelle Erscheinungsformen. Campus, Frankfurt am Main 2007.
- Rechter und linker Populismus. Annäherung an ein Chamäleon. Campus, Frankfurt am Main 2012.
- Das Phänomen des Berlusconismus. In: Peter Bathke, Anke Hoffstadt (Hrsg.): Die neuen Rechten in Europa. Zwischen Neoliberalismus und Rassismus, Köln 2013.
- Mystik und Politik. Ernesto Laclau, Chantal Mouffe und die radikale Demokratie, Würzburg 2014.
- Warum Europäer in den Heiligen Krieg ziehen. Der Dschihadismus als rechtsradikale Jugendbewegung, Frankfurt am Main 2017 (die erste Ausgabe wurde vom Verlag zurückgerufen[6])
- Rechtspopulismus – ein umstrittenes theoretisches und politisches Phänomen. In: Fabian Virchow, Martin Langebach und Alexander Häusler (Hrsg.): Handbuch Rechtsextremismus, VS Verlag für Sozialwissenschaften, Wiesbaden 2017.